# Associação Portuguesa de Radiodifusão
A Associação Portuguesa de Radiodifusão (APR) é uma associação portuguesa que representa os interesses dos operadores de radiodifusão. Foi constituída em 1987 como o Instituto das Rádios Locais. À data de março de 2023 era a maior associação de rádios portuguesa com 170 rádios (locais, regionais, nacionais e o operador público de rádio). O presidente desta associação é Luís Mendonça (2022-).

## História
Foi constituída em 1987 como o Instituto das Rádios Locais.
Nas eleições europeias de 2019, e nas eleições legislativas de 2024 e de 2025, a APR anunciou que as rádios locais iriam efetuar um boicote às respetivas campanhas eleitorais devido à não atribuição dos tempos de antena às rádios locais.
Após o apagão em Portugal de 2025, a APR reportou que a maior parte das rádios portuguesas não possuem geradores, algumas possuem sistemas UPS contudo "estes duram algumas horas, no máximo três". Esta questão tem sido alertada pela associação desde o início dos anos 2000. A APR informou que no início dos anos 2000 começaram a ser colocados geradores nas rádios (com apoio faseado na sua aquisição). Não foi dada continuidade ao processo após mudança do Governo.

## Congressos Nacionais de Radiodifusão
- 14.º Congresso Nacional de Radiodifusão - 2017 (Pombal)[7]
- 15.º Congresso Nacional de Radiodifusão - 2023 (Porto de Mós).[3][8]